# José Quiroga
José Quiroga Suárez (Petín, 4 de julio de 1920-Rúa, 18 de octubre de 2006) fue un médico y político español, segundo presidente de la Junta de Galicia preautonómica bajo cuyo mandato se aprobó el Estatuto de Autonomía de Galicia de 1981.

## Trayectoria política
José Quiroga pertenecía a una familia de tradición de diputados liberal-conservadores. Su padre, con el mismo nombre, era médico. Tras licenciarse en Medicina en 1944, con premio extraordinario de carrera, descartó una previsiblemente brillante carrera académica y se hizo cargo de la consulta de su padre, en la que trabajaría más de medio siglo, llegando a atenderla los sábados cuando ocupó cargos en la Junta de Galicia. 
Fue alcalde de Rúa durante el franquismo, entre 1953 y 1956. Acogiéndose a las disposiciones de la Ley de Asociaciones aprobada por el tardofranquismo, y desde el ámbito del cooperativismo agrario, fundó el partido Acción Política Orensana, junto a Eulogio Gómez Franqueira, durante la Transición en Galicia. Ese grupo se unió posteriormente al Partido Popular de Pío Cabanillas para terminar integrándose en la Unión de Centro Democrático de Adolfo Suárez. Resultó elegido senador en las constituyentes de 1977. En esos comicios fue el senador más votado de toda Galicia.

### El primer gobierno de la Junta
Tras la constitución de la Junta preautonómica (1977), la UCD, mayoritaria en Galicia, desechó la posibilidad de que un galleguista histórico la presidiese. Tras haber barajado la opción de situar como presidente a Pío Cabanillas, finalmente nombró a Antonio Rosón. Sin embargo, el intento del presidente del Gobierno, Adolfo Suárez, de aprobar un estatuto con un conjunto de competencias inferior a los del País Vasco y Cataluña, provocó un gran malestar en la comunidad, que fue respaldada por parte de la UCD local y por el presidente de la Junta preautonómica, Antonio Rosón.
La UCD decidió sustituirle y, en 1979 José Quiroga, que había ocupado anteriormente los cargos de Consejero de Sanidad y Trabajo fue nombrado presidente de la Junta de Galicia, cargo en el que tomó posesión el 9 de junio de 1979 y que ocupó hasta 1982, tiempo en el cual se redactó el Estatuto de Autonomía de Galicia que entró en vigor en 1981 y que el propio Quiroga Suárez defendió ante el senado.
Dejó su cargo como presidente de la Junta el 21 de enero de 1982, después de perder las elecciones a la presidencia de la Junta de Galicia, frente a Gerardo Fernández Albor (Alianza Popular). La UCD de José Quiroga obtendría 24 escaños y por 26 de AP de Fernández Albor.

### Consejero y senador
Entre 1977 y 1982 compaginó su cargo de presidente de la Junta con el de senador, donde fue elegido en representación de la UCD en tres legislaturas: la costituyente, la primera y la segunda. (1977-1986).En el senado participó activamente en muchas comisiones: Comisión de Sanidad, De Autonomías, Constitucional, Obras Públicas, Suplicatorios, Asuntos Iberoaméricanos, Derechos Humanos, Trabajo y Emigración, Incompatibilidades. Fue secretario de la Comisión del Defensor del pueblo. En las elecciones de 1982 fue el único senador peninsular, junto con dos canarios conformaron parte del grupo mixto, del que fue portavoz. Posteriormente, tras la descomposición de la UCD y se sumó a Coalición Galega, formó parte de la operación reformista de Miquel Roca. Su vida política se mantuvo siempre en posiciones centristas que nunca abandonó, defendiendo siempre el consenso y la figura de Adolfo Suárez como líder fundamental de la transición política española.

## Vida personal
José Quiroga estudió el Bachillerato en Monforte de Lemos y después Medicina en la Universidad de Santiago de Compostela, donde se licenció en 1944 con premio extraordinario de carrera. En los años setenta (1971-1975) fue presidente de la cooperativa vinícola Nuestra Señora de las Viñas.
Ya retirado de la vida política, José Quiroga volvió a su tierra natal y mantuvo abierto el consultorio médico en La Rúa hasta su jubilación, después de medio siglo de ejercicio de la profesión. De su matrimonio con Julia Gayoso tuvo nueve hijos.
Fue condecorado con la medalla de Caballero de la Orden del Mérito Constitucional y con la Cruz de Venezuela de Fernández Miranda. Fue nombrado también hijo predilecto de Petín, su pueblo natal, donde todavía se le recuerda como un gran orador y un fantástico narrador de anécdotas.